# Rheden (Paesi Bassi)
Rheden  è una municipalità dei Paesi Bassi di 43 718 abitanti situata nella provincia della Gheldria.

## Monumenti e luoghi d'interesse

### Architetture civili
- Castello di Biljoen, nella frazione di Velp[1][2]
- Castello di Middachten (seconda metà del XVII secolo), nella frazione di De Steeg[3][4]